# F. Engel
F. Engel Konfektion A/S eller F. Engel er en dansk beklædningsvirksomhed. Siden Carl J. Engel i 1927 etablerede virksomheden, har de produceret Engel arbejdstøj og virksomheden er fortsat ejet af Engel-familien. I begyndelsen var tøjet i denim-bomuld. Virksomheden har hovedkvarter i Haderslev. De har datterselskaber i Danmark (F. Engel K/S), Tyskland, Schweiz, England og Litauen.
Foruden arbejdstøjet af mærket Engel har de Deerhunter jagttøj, Sunwill herretøj og IN-CA bukser.